# Дар-эс-Саламская фондовая биржа
Дар-эс-Саламская фондовая биржа — биржа, расположенная в городе Дар-эс-Салам, крупнейшем городе в Танзании. Была образована в сентябре 1996 года. Торги на бирже начались в апреле 1998 года. В настоящее время на бирже имеют листинг акции 24 компаний.

## История
Фондовая биржа Дар-эс-Салама была учреждена органом по рынкам капитала и безопасности в соответствии с Законом о рынках капитала и ценных бумагах (CMS) от 1994 года в Дар-эс-Саламе. Биржа была зарегистрирована 19 сентября 1996 года. Компания была зарегистрирована как частная компания с ограниченной гарантией и без уставного капитала в соответствии с Постановлением о компаниях, поэтому DSE является некоммерческой организацией.
Биржа начала свою работу 15 апреля 1998 года, первой компанией на бирже стала TOL Gas Limited, за которой в том же году последовала Tanzania Breweries Limited (TBL). Задержка была связана с неизбежной подготовкой к работе, такой как обучение брокеров и разработка правил эмиссии и торговли.
29 июня 2015 года Дар-эс-Салаамская фондовая биржа прошла перерегистрацию и стала публичной компанией с ограниченной ответственностью. Компания изменила название с «Dar Es Salaam Stock Exchange Limited» на «Dar Es Salaam Stock Exchange Public Limited Company». Компания начала продажу акций 16 мая 2016 года и стала третьей фондовой биржей в Африке после Йоханнесбургской (2006) и Найробийской (2014), которая самостоятельно провела листинг. Компания предложила 30 % акций компании на бирже.